# 孛蘭奚
孛兰奚（?—?），元朝将领，弘吉剌氏，世居應昌。
孛蘭奚祖父忙哥，以后族備成吉思汗宿衛。父亲律實，魁偉有謀，善騎射。窝阔台命他為千戶。以為合撒儿后王（齊王府）司馬。從拖雷伐金朝有功。孛蘭奚幼年丧父，白天习弓马，夜晚读书。承袭父亲律实官职，为齐王司马。从忽必烈征乃颜，孛蘭奚率领合撒儿后王兵马，跃马冲锋，陷阵斩旗，所向披靡。因功，賜黃金五十兩、金織文二匹，升为宣威将军、信州路达鲁花赤。他在信州治理有方，不久病逝，卒年三十三岁。贈河間路達魯花赤，追封范阳郡侯。其子脫穎溥化，官至監察御史、河南廉訪副使、郴州路達魯花赤。

## 延伸阅读
[在维基数据编辑]
 《元史/卷133》，出自宋濂《元史》
 《新元史/卷154》，出自柯劭忞《新元史》